# Volvo Genesis
Il Volvo Genesis è un autobus della Volvo Buses, prodotto dal 2002 al 2007, nello stabilimento Carrozzeria Barbi di Mirandola (MO). Sostituisce il Volvo B12, prodotto fino al 2002, da cui ne deriva in parte.

## Storia e descrizione
Venne prodotto in 2 versioni: Classic ed Executive. Entrambe le versioni disponevano di due lunghezze, 12,23 metri (su 2 assi) e 13,8 metri (su 3 assi).
Le due versioni, si differenziano sostanzialmente per le cappelliere e per la presenza del sistema di navigazione: per quanto riguarda le cappelliere della versione Classic riprendevano lo stile del Volvo B12 Echo, mentre la versione Executive riprende lo stile del Volvo B12 Italia, ma entrambi con linee più moderne e più sofisticate. Il sistema di navigazione era presente di serie solo sulla versione Executive. Non era previsto per la versione Classic. Gli interni sono più moderni, con la presenza di nuove luci a led sia interne che esterne. Questo permetteva una migliore visione sia interna che esterna. Le bocchette dell'aria, se chiuse, si mimetizzano con l'interno: infatti, essendo in obliquo, non appena vengono chiuse le bocchette si nota come si allinea alla linea del pullman, ciò fa sì che ci sia più stile. Oltre a questo, ci sono anche dei pulsanti di "assistenza", che permettono di comunicare direttamente con il conducente ad esempio per richiedere una sosta.
I motori disponibili erano 2, entrambi omologati con all'epoca la nuova normativa Euro 3 (e successivamente Euro 4 dal 2006): il primo erogante 380 cv (279 kw), mentre il secondo eroga 420 cv (308 kw). Questo secondo motore, oltre alla classica versione a diesel, prevedeva una versione a metano. Per quanto riguarda le trasmissioni, oltre alla trasmissione elettropneumatica Volvo G8 EGS, la stessa del predecessore, si aggiunge una nuova trasmissione automatica tipo I-Shift a 12 marce. Entrambi sono abbinabili ad entrambi i motori. La posizione del motore e della trasmissione rimane invariata, quindi sempre locati nel posteriore del veicolo.
Nel Genesis viene implementato il nuovo sensore ESP: Electronic Stability Program (Programma di Stabilizzazione elettronica) che mantiene in maniera più efficiente il mezzo facendolo risultare stabile e leggero anche a pieno carico.
Come nel suo predecessore, il Volvo B12, è presente anche il Webasto per permettere il riscaldamento del mezzo in poco tempo, ma con una nuova pulsantiera Volvo anziché direttamente col marchio Webasto.
Alla fine della sua produzione viene sostituito a sua volta dal Volvo Galileo, prodotto dal 2008 in poi.